# Winslow (Nebraska)
Winslow es una villa ubicada en el condado de Dodge en el estado estadounidense de Nebraska. En el Censo de 2010 tenía una población de 103 habitantes y una densidad poblacional de 641,43 personas por km².

## Geografía
Winslow se encuentra ubicada en las coordenadas 41°36′33″N 96°30′16″O / 41.60917, -96.50444. Según la Oficina del Censo de los Estados Unidos, Winslow tiene una superficie total de 0.16 km², de la cual 0.16 km² corresponden a tierra firme y (0%) 0 km² es agua.

## Demografía
Según el censo de 2010, había 103 personas residiendo en Winslow. La densidad de población era de 641,43 hab./km². De los 103 habitantes, Winslow estaba compuesto por el 99.03% blancos, el 0% eran afroamericanos, el 0.97% eran amerindios, el 0% eran asiáticos, el 0% eran isleños del Pacífico, el 0% eran de otras razas y el 0% pertenecían a dos o más razas. Del total de la población el 0.97% eran hispanos o latinos de cualquier raza.